# Tricorythidae
Tricorythidae is een familie van haften (Ephemeroptera).

## Geslachten
De familie Tricorythidae omvat de volgende geslachten:
- Madecassorythus Elouard & Oliarinony, 1997
- Ranorythus Oliarinony & Elouard, 1997
- Sparsorythus Sroka & Soldán, 2008
- Spinirythus Oliarinony & Elouard, 1998
- Tricorythus Eaton, 1868